# Donald Macintosh
Donald deFrayne « Don » Mcintosh, né le 6 novembre 1931, à Vancouver, au Canada et décédé le 20 juin 1994, à Kingston, au Canada, est un ancien joueur canadien de basket-ball.